# Marjan Meglič
Marjan Meglič, slovenska tonski mojster,  * 1. december 1928, Ljubljana, † 9. december 1981, Ljubljana.
Meglič je po končani srednji tehniški šoli v Ljubljani začel kot pomočnik R. Omote pri filmu Kekec (1951). Kot smostojni tonski mojster je debitiral leta 1953 s filmom Vesna in nato oblikoval zvočno podobo še v okoli 40 slovenskih in koprodukcijskih filmih.